# 孫德基
孫德基，GBS，JP（1953年8月22日—），前香港審計署署長，香港會計師公會前會長，現任會計及財務匯報局主席。

## 背景
孫德基早年就讀高主教書院，1976年畢業於阿肯色州立大學，主修工商管理。翌年於伊利諾大學完成會計學碩士學位。他是香港會計師公會資深會員，美國註冊會計師協會及伊利諾伊州註冊會計師協會會員，前任安永會計師事務所遠東區主席及首席合伙人（於2010年離職）。孫德基打破回歸後審計署署長一直由公務員出任首長的慣例，現為北京市政協委員，與梁振英同是首批藉改革開放北上的香港專業人士。
在公共事務方面，孫德基擔任過香港按揭證券有限公司非执行董事，强制性公積金計畫管理局非执行董事，香港科技大學校董及香港聯交所主板及創業板上市委員會及投資顧問委員會委員。同时，孫德基也在2003年之際被香港公开大學授予榮譽商業管理学博士學位，并於2006年獲香港特別行政區政府頒授銅紫荊星章及于2008年被委任为太平紳士。

## 争议
人民力量認為，孫德基與梁振英關係良好，可能導致孫德基執行審計署署長時政治不中立，也質疑孫德基在安永任職期間，安永被雅佳清盤人控告專業失當及索償，可能間接成為他會計師專業生涯中的污點，因此反對他出任署長。不過，孫德基指出該民事訴訟中，他的專業操守完全沒有受到質疑。